# 伊勢田站

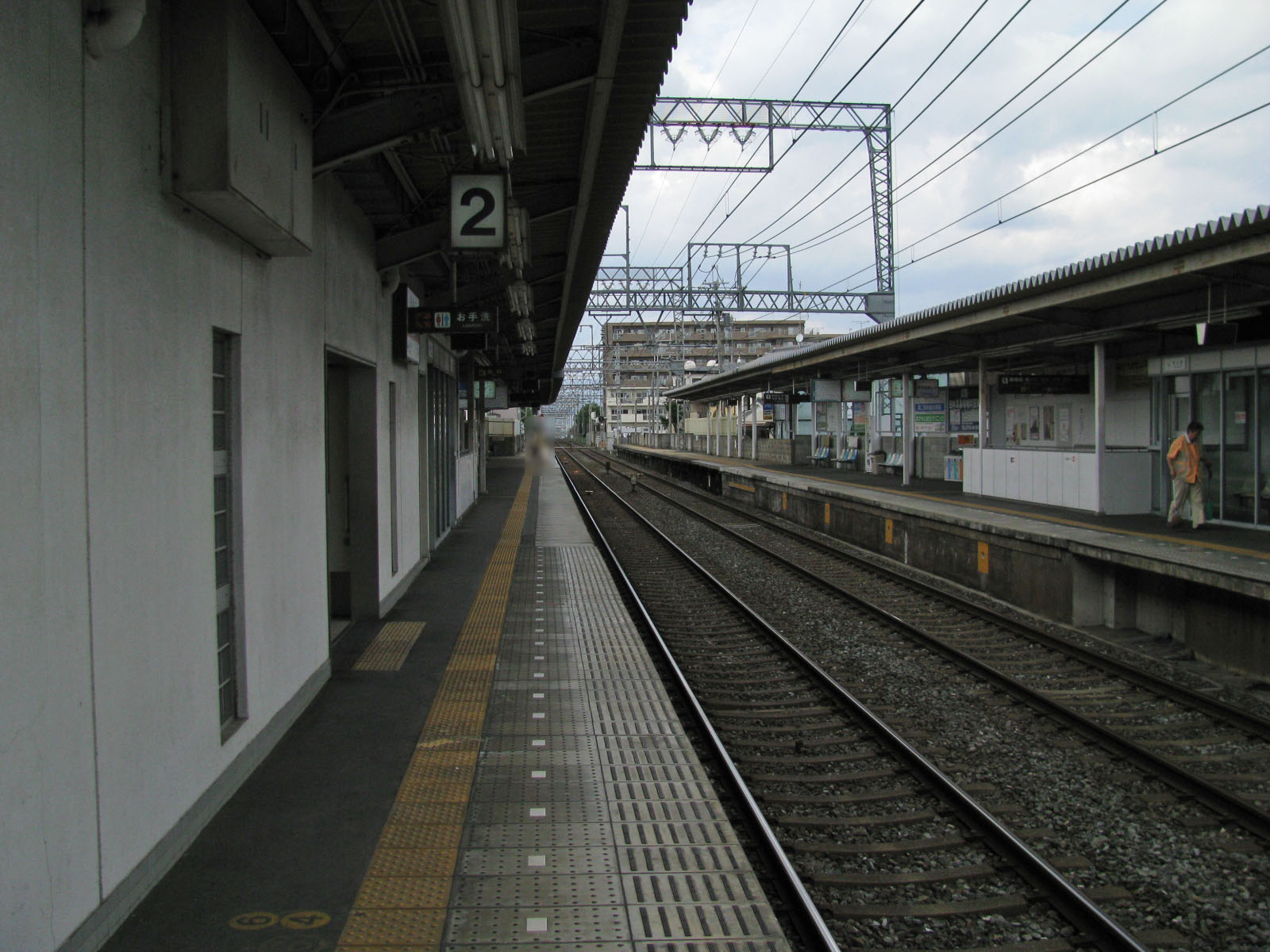
月台

伊勢田站（日语：／ Iseda eki */?）位於日本京都府宇治市伊勢田町中山，是近畿日本鐵道（近鐵）京都線的鐵路車站。車站編號為B11。

## 歷史
- 1928年（昭和3年）11月3日 - 奈良電氣軌道（日语：奈良電気鉄道）的桃山御陵前 - 西大寺（現在的大和西大寺）間開通，本站開業[2]。
- 1963年（昭和38年）10月1日 - 由於公司合併，成為近畿日本鐵道京都線的車站[2]。
- 1995年（平成7年）6月4日 - 站房地下化。
- 2007年（平成19年）4月1日 - 可使用「PiTaPa」乘車[3]。

## 車站構造
側式月台2面2線的地面車站。月台長度可容納6節車廂。驗票口與大廳位於地下，月台設於地面上，兩側月台都有車站出入口。
本站由大久保站管理，有站務員駐點。

### 月台配置
| 月台 | 路線   | 方向 | 目的地                                                      |
| ---- | ------ | ---- | ----------------------------------------------------------- |
| 1    | 京都線 | 下行 | 往 大久保、新田邊、大和西大寺、奈良、天理、橿原神宮前・吉野 |
| 2    | 京都線 | 上行 | 往 丹波橋、京都、京都國際會館                               |

## 使用狀況
近年本站1日上下車人次的調査結果如下表。
- 2018年11月13日：6,933人
- 2015年11月10日：7,340人
- 2012年11月13日：7,392人
- 2010年11月9日：7,229人
- 2008年11月18日：7,404人
- 2005年11月8日：7,766人

## 車站周邊
車站附近為住宅區，約徒步10分鐘即到韓國系居民的聚落「宇土口地區」。
- 陸上自衛隊大久保駐屯地自衛隊宿舎
- 宇治警察署伊勢田派出所
- 宇治市西消防署
- 宇治市立西宇治中學校
- 伊勢田神社

## 相鄰車站
近畿日本鐵道
 京都線
■急行
通過
■準急、■普通
小倉（B10）－伊勢田（B11）－大久保（B12）